# Маген Давид Адом
Маге́н Дави́д Адо́м (МаДА) (ивр. מָגֵן דָּוִד אָדוֹם‎, «Красный щит Давида») — израильская национальная медицинская служба, которая оказывает неотложную помощь и занимается медициной катастроф. Также в её состав входят службы санитарного транспорта и банк крови.

## Описание
Название и эмблема — шестиконечная звезда красного цвета на белом фоне (аналогично названиям и эмблемам обществ Красного Креста и Красного Полумесяца). Основана в 1930 году.
С июня 2006 года — член Международного движения Красного Креста и Красного Полумесяца.

Новый символ

Приём Израиля в Движение откладывался почти 60 лет из-за спора вокруг символики организации, поскольку МККК не принимал дополнительную эмблему, а израильтяне отказывались использовать христианский крест и мусульманский полумесяц в качестве символов. Согласно Третьему Дополнительному Протоколу, принятому на 29-й конференции, в Израиле в качестве эмблемы национального общества будет использоваться Красный Кристалл — красный ромб на белом фоне. Этот же символ израильские врачи смогут употреблять во всём мире. Одновременно было решено, что израильская организация «Красный щит Давида» может продолжать использовать на территории Израиля свой прежний символ (красную шестиконечную звезду — «Щит Давида»).

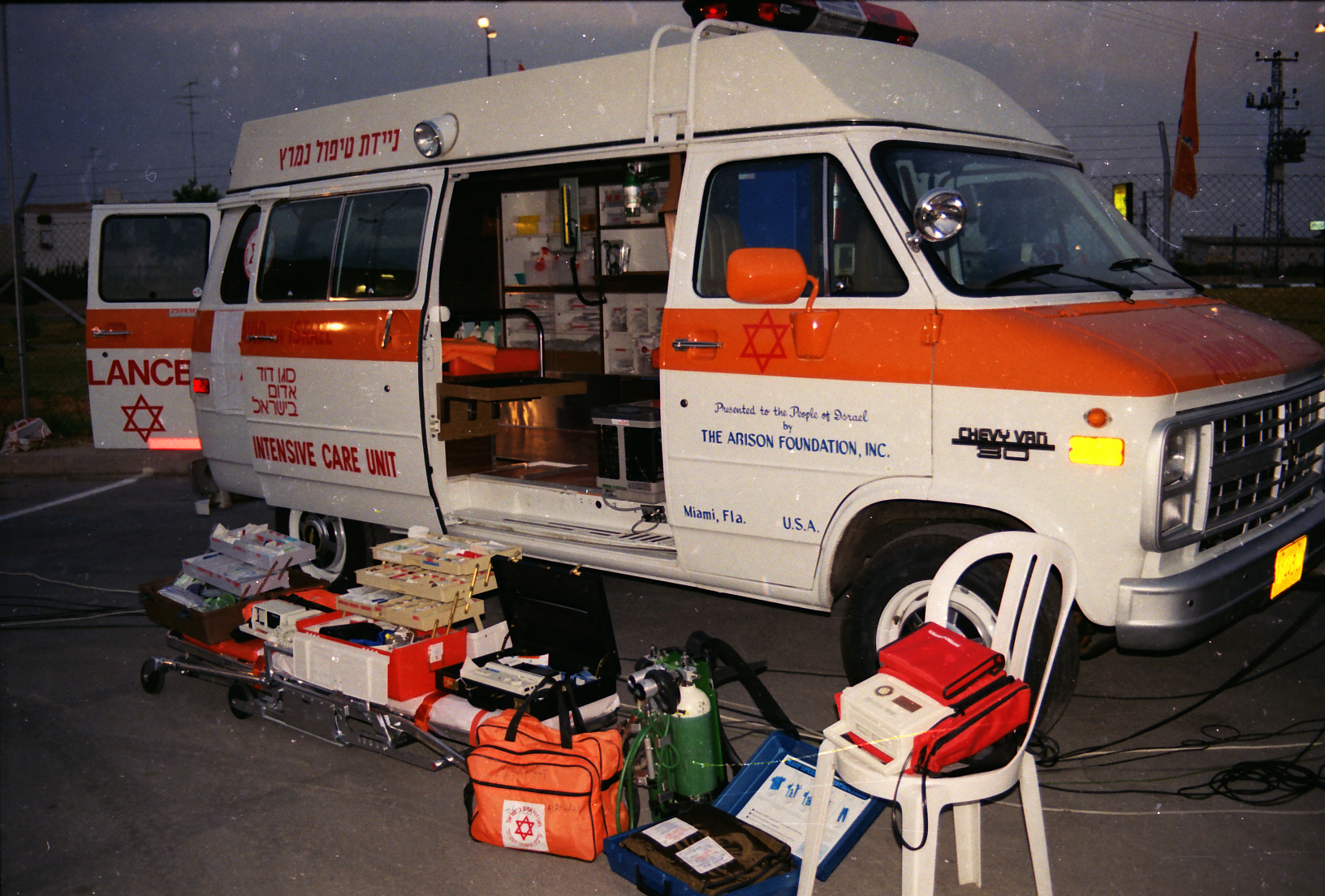
Реанимобиль МаДА

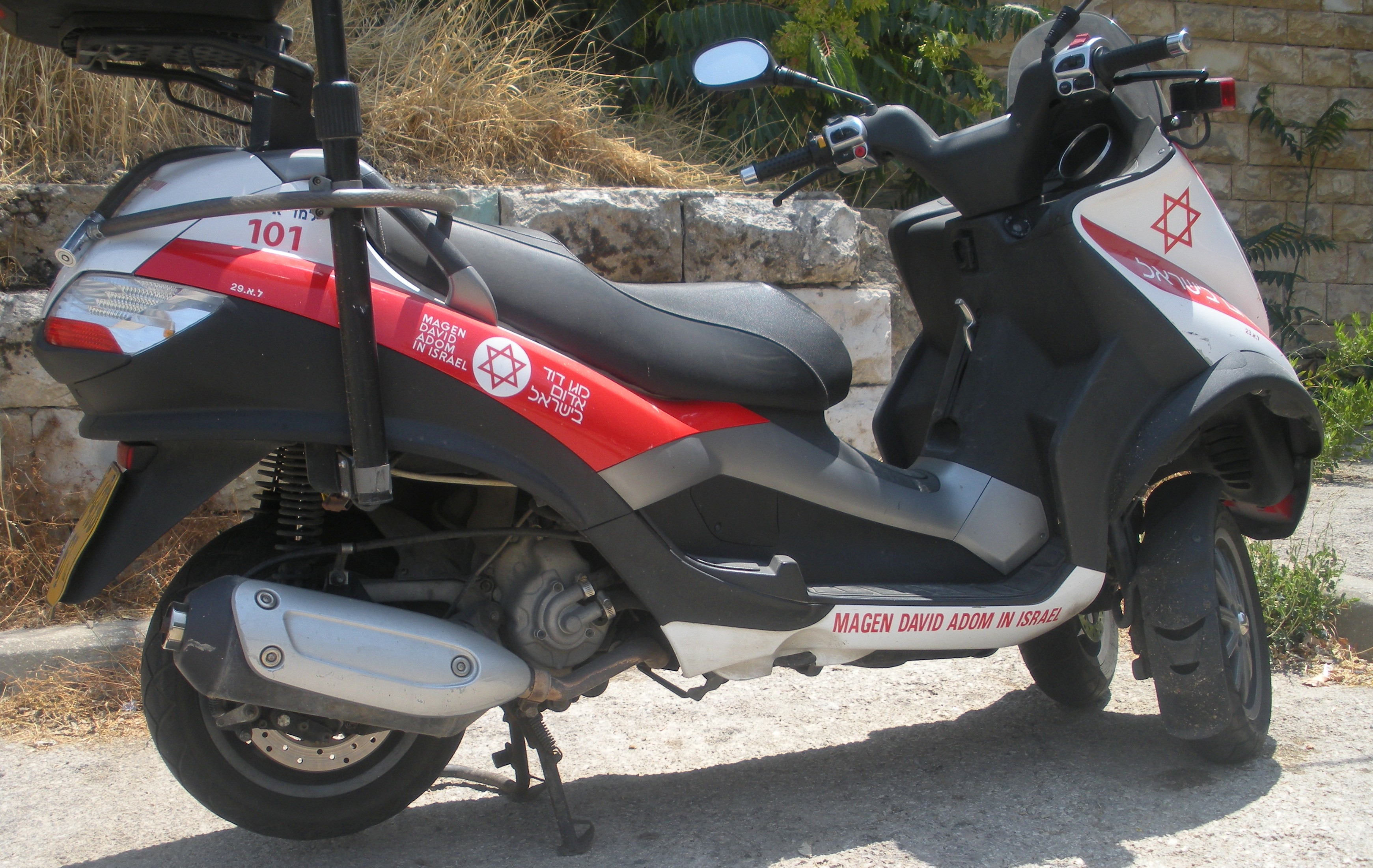
Мотоцикл МаДА

Присоединение МДА к МККК означает, что ей придётся соблюдать правила, принятые в этой организации — в частности, экипажам санитарных машин «Красного Креста» запрещается иметь на борту оружие, тогда как израильские экипажи машин скорой помощи обычно вооружены пистолетами, поскольку они зачастую прибывают на место происшествия или теракта первыми и могут быть вынуждены, защищая себя и раненых, вступить в открытое противостояние с террористами.
Как член МККК, МДА должна установить[уточнить] сотрудничество и с организацией Красного Полумесяца, представители которой работают на территории Палестинской автономии.
Израильское общество Маген Давид Адом признано МККК полноправным участниками Международного движения Красного Креста и Красного Полумесяца.